# Walk (BLACK BABEの曲)
「Walk」（ウォーク）は、BLACK　BABEの1作目のシングル。2009年12月5日にTOP RUN Xからリリースされた。

## 概要
- 自身のメジャーデビューシングルである
- プロモーションビデオ「Walk」が収録されている。
- 「Walk」は埼玉新聞社創刊65周年記念CMソング
- 「bye bye」はJ:COMMUNITY さいたま『J:HEAVEN』エンディング
- 「入間川」はテレビ埼玉『NEWS 930』エンディングテーマ

## 収録曲
1. Walk [4:56]
作詞:溝口勝文・Will、作曲:溝口勝文、編曲:野中則夫
2. 入間川 [4:45]
作詞:溝口勝文・Will、作曲・編曲:野中則夫
3. 生きてるんだ [4:47]
作詞:溝口勝文・Will、作曲・編曲:野中則夫
4. bye bye [3:42]
作詞:溝口勝文・Will、作曲:溝口勝文、編曲:野中則夫
5. Walk （Instrumental）